# Bandera de l'Estat de Nova York
La bandera de l'Estat de Nova York porta l'escut de l'estat sobre un fons blau juntament amb dos suports:

Bandera del Governador de Nova York.

- Esquerra: la llibertat, amb el barret frigi revolucionaria subjectant en un pal. Als seus peus una corona, que representa la independència del Regne de la Gran Bretanya.
- Dreta: la justícia amb la balança i l'espasa.

Porta el lema Excelsior a la part inferior, una paraula del llatí el significat pot ser el de "superior", "excel·lència" o "Més amunt".
El color de la bandera va ser canviat mitjançant llei el 2 d'abril de 1901.
El 2001, l'Associació Vexil·lològica Nord-americana va realitzar una enquesta entre els seus membres sobre els dissenys de les 72 banderes estatals i provincials dels Estats Units i el Canadà. La bandera de Nova York va obtenir la 53a posició de les 72 participants.

## Blasó
El blasó oficial per l'escut d'armes és la següent:

De càrrega. Blau, en un paisatge, el sol en Faixa, que surt o, darrere d'una sèrie de tres muntanyes, la del mig més alta, en la base d'un vaixell i l'Sloop a la vela, passant en un riu, vorejat per sota d'una riba coberta d'herba envoltada d'arbustos.
Cimera. En una corona de flors blava i, o, una àguila americana adequada, arribant a la dreta d'uns dos terços d'un globus terraqüi, mostrant el nord de l'oceà Atlàntic amb els contorns de les seves costes.
Suport. En un compartiment quasi format per l'extensió del desplaçament.
Dextra. La figura de la Llibertat adequada, amb el cabell despentinat i decorat amb perles, creats blaus, de gules amb sandàlies, al voltant de la cintura un cíngulo o, de gules amb serrells, un mantell de l'última funció de les espatlles per darrere dels peus, a la mà destra un bastó timbrat amb un barret frigi, la mà sinistra suporta l'escut i als seus peus una corona respresenta la llibertat dels regne Britànic.
Sinistra. La figura de la Justícia, amb el cabell despentinat i decorat amb perles, al voltant de la cintura un cíngulo blau de color gules, amb serrells, sandàlies i el mantell, com la llibertat, lligat al voltant dels ulls, a la mà dreta una espasa d'empunyadura recta, recolzat en el punt de sinistra cap de l'escut, el braç sinistre, sostenint una balança.
Lema. Desplaçat per sota de l'escut de plata, en sabre, Excelsior.